# Monterrey, Tlachichilco
Monterrey är en ort i Mexiko.   Den ligger i kommunen Tlachichilco och delstaten Veracruz, i den sydöstra delen av landet, 170 km nordost om huvudstaden Mexico City. Monterrey ligger 306 meter över havet och antalet invånare är 343.
Terrängen runt Monterrey är kuperad. Runt Monterrey är det ganska glesbefolkat, med 38 invånare per kvadratkilometer. Närmaste större samhälle är Tlachichilco, 5,4 km sydväst om Monterrey. Omgivningarna runt Monterrey är en mosaik av jordbruksmark och naturlig växtlighet.